# Péter Disztl
Péter Disztl (Baja, 30 marzo 1960) è un ex calciatore ungherese, di ruolo portiere.

## Palmarès

### Giocatore

#### Competizioni nazionali
- Campionato ungherese: 2

Honvéd: 1987-1988, 1988-1989
- Coppa d'Ungheria: 1

Honvéd: 1988-1989